# Wiederkehr Village
La ville de Wiederkehr Village est située dans le comté de Franklin, dans l’État de l’Arkansas, aux États-Unis. Sa population s’élevait à 38 habitants lors du recensement de 2010, estimée à 46 habitants en 2017.

## Démographie
| 1980 | 1990 | 2000 | 2010 | - | - |
| ---- | ---- | ---- | ---- | - | - |
| 71   | 42   | 46   | 38   | - | - |

## Source
- (en) Cet article est partiellement ou en totalité issu de l’article de Wikipédia en anglais intitulé « Wiederkehr Village, Arkansas » (voir la liste des auteurs).

1. ↑  « Statistiques des États-Unis (Arkansas) - Profils des communautés de 2010 » (consulté en novembre 2020)